# مل غل (مقاطعة دشتي)
مل غل (بالفارسية: مل‌گل) هي قرية تقع في إيران في قسم مركزي الريفي. يقدر عدد سكانها بـ 356 نسمة بحسب إحصاء 2016.